# Erik Brodin
Erik Brodin, född 1872, död 1931, var en svensk redare och skeppsbyggare.

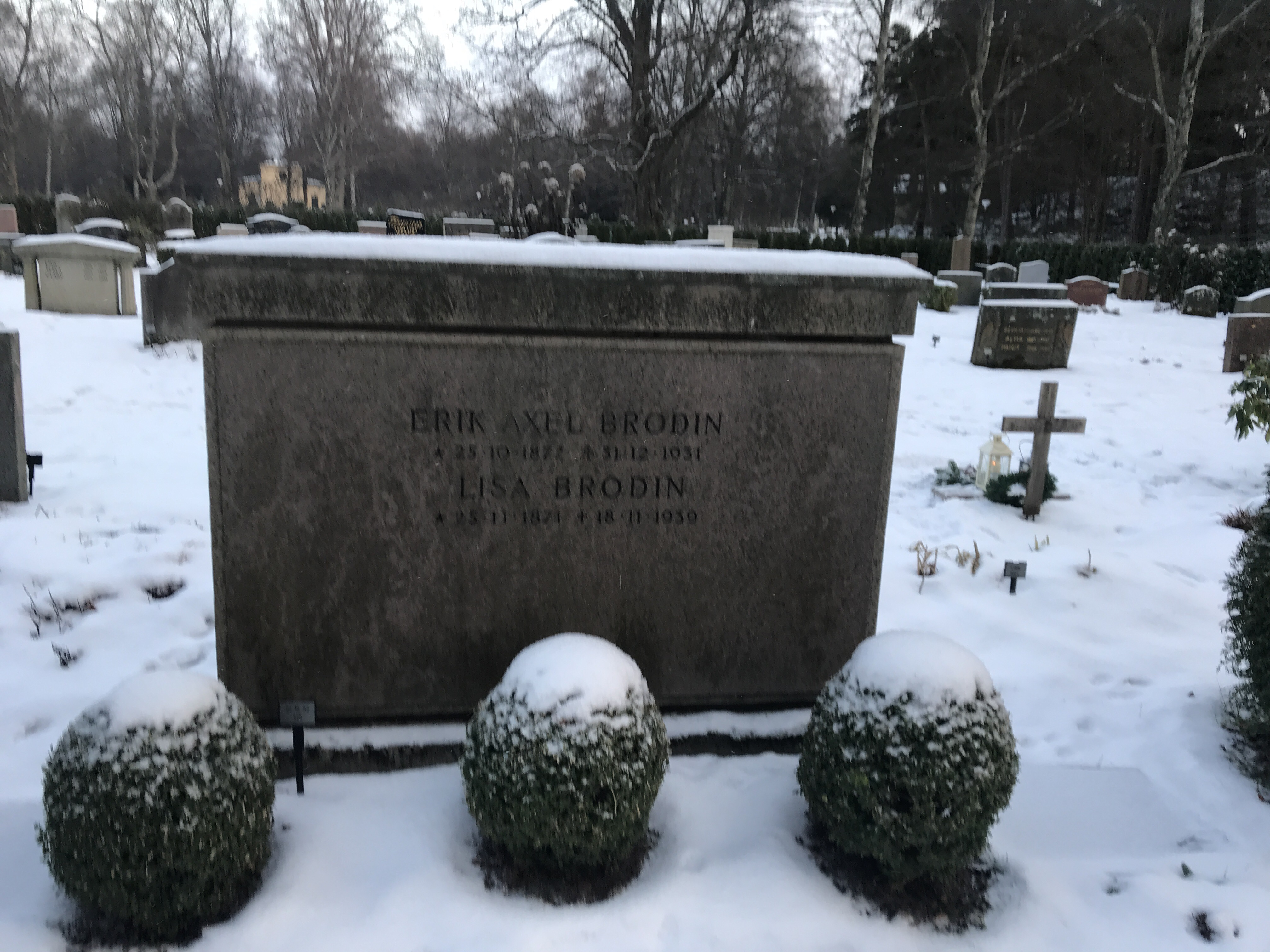
Erik Axel Brodins gravvård på Norra begravningsplatsen

Erik Brodin var son till Olof August Brodin och växte upp i Gävle. Han övertog efter faderns död ledningen för Rederi AB Disa, vars huvudkontor 1914 flyttade från Gävle till Stockholm.
Han köpte 1915 Gefle varv och verkstäder, 1917 omdöpt till Erik Brodins Varvs AB, vilket gick i konkurs 1921. Han hade också intressen i Gefle Porslinsbruk. och AB Gefle Separator. Han donerade medel till Stenebergsparken på Brynäs ”då det var för långt för arbetarna att gå till Stadsparken”, och 50.000 kronor till en fond där avkastningen skulle användas till friplatser på Gävle lasarett för medellösa och mindre bemedlade personer, främst från Gävle. Han var ledamot av Gävle stadsfullmäktige 1909-10 och 1911-16.
Erik Brodin initierade 1917 en total ombyggnad av villan Linden 3 vid Villagatan på Östermalm i Stockholm under ledning av Ivar Tengbom. Samma år donerade han att en lekplats och en folkpark skulle kunna anläggas i Stenebergsområdet i Brynäs i Gävle, nuvarande Stenebergsparken, och lät uppföra det på sin tid moderna arbetarbostadskvarteret Albion vid De Lavalgatan i Gävle.
Erik Brodin lät 1920 bygga skärgårdskryssaren SK150 EBE, numera Beatrice Aurore hos August Plym på Neglingevarvet.
Erik Brodin var far till skeppsredaren Erik Olof Brodin och skeppsmäklaren Olof Axel Brodin.